# Juan José Santiváñez
Juan José Santiváñez Antúnez (Lima, 21 de noviembre de 1977) es un abogado peruano. Fue ministro del Interior del Perú durante el gobierno de Dina Boluarte desde el 16 de mayo de 2024 hasta el 24 de marzo de 2025.

## Biografía
Tras realizar estudios de Derecho en la Universidad de San Martín de Porres, obtuvo el título de abogado.
Cuenta con maestrías en la Universidad Nacional Federico Villarreal. Cursó una maestría en Litigación oral por la California Western School of Law de San Diego (California); y una maestría en Acción Política y Participación Ciudadana por la Universidad Rey Juan Carlos con calificación summa cum laude.

### Trayectoria
Fue asesor externo para la comisión especial encargada de desarrollar el Plan Estratégico Mariano Santos 2.0 de la Policía Nacional del Perú (PNP). Se desempeñó como profesor en la Escuela de Posgrado de la PNP para oficiales de dicha institución.
Durante el gobierno de Martín Vizcarra fue jefe de Gabinete de Asesores del ministerio del Interior, cargo que renunció en 2020 al ponerse al descubierto que había sido abogado de miembros de la policía acusados de corrupción y extorsión. Durante el gobierno de Dina Boluarte y siendo ministro del Interior Víctor Torres Falcón (2023-2024) volvió a ejercer dicha función en el ministerio del Interior.
El 17 de abril de 2024 fue nombrado viceministro de Orden Interno del Ministerio del Interior.

## Ministro del Interior (2024 - 2025)
El 16 de mayo de 2024, fue nombrado y juramentado por la presidenta Dina Boluarte, como ministro del Interior del Perú; formando así parte del Consejo de Ministros presidido por Gustavo Adrianzén. Es el sexto ministro del Interior de dicho gobierno, lo que da un promedio de un ministro cada tres meses.
Durante su mandato como ministro, ha demostrado su lealtad a la presidenta Boluarte y su omisión a responder «tuits de civiles». Prometió establecer medidas de seguridad de emergencia para hacer frente a la crisis de seguridad y dar un paso atrás si la medida no daba los resultados esperados. Tras adoptar varias medidas que no tuvieron éxito, se comprometió a elaborar un «pacto de seguridad» para proteger judicialmente a los policías que ataquen a presuntos delincuentes.
En las sesiones oficiales del primer trimestre de 2025, en las que se presentaron operativos e inauguraciones de comisarías, estuvo acompañado por congresistas de Fuerza Popular y otros partidos de derecha.
Se ha informado de que la Policía Nacional habría utilizado estrategias para cambiar la opinión pública y mejorar la imagen del ministro. Posteriormente, se contrató a un portavoz del ministro con un sueldo mucho mayor que el de los portavoces presidenciales. Para diferenciarse de la prensa independiente, solía calificar de «caviares» a quienes buscan «desprestigiar el trabajo de la Policía».
Según una investigación del dominical Panorama, Santiváñez fue colaborador de la División de Investigación de Delitos de Alta Complejidad (Diviac) mientras se desempeñaba como jefe del Gabinete de Asesores del Ministerio del Interior en marzo de 2024.
El 21 de marzo de 2025, el Congreso aprobó su censura con 79 votos a favor, por su «incapacidad» para hacer frente a la creciente ola de inseguridad ciudadana en el país. La censura contó con los votos del partido Fuerza Popular. Su renuncia al cargo fue oficializada el 24 de marzo de 2025. Desde entonces, el gobierno de Dina Boluarte lo eligió para asumir un cargo menor: el de jefe de una oficina del Despacho Presidencial.

## Controversias

### Diviac y alias «Culebra»
A mediados de 2024, se vio envuelto en una controversia tras la filtración de audios en los que se le escuchaba discutir supuestas presiones políticas para cerrar la División de Investigación de Delitos de Alta Complejidad (Diviac), presuntamente a petición de la presidenta. Santiváñez ha negado la autenticidad de estos audios y ha alegado que han sido manipulados y que su voz no aparece en ellos. Además, el capitán de la Policía Nacional, Junior Izquierdo (Culebra), quien grabó las conversaciones, entregó pruebas a la Fiscalía, lo que ha aumentado las dudas sobre la gestión de Santiváñez y su relación con ciertas decisiones políticas. A raíz de estos audios, la inspectoría inició una investigación.

### Abuso de autoridad contra periodista
Al mismo tiempo que se mediatizó el escándalo de los audios, se inició otra investigación fiscal por abuso de autoridad contra el periodista Marco Sifuentes. Para su defensa, Santiváñez contrató a un bufete de abogados con dinero público y entregó su teléfono móvil, donde aparentemente estarían las conversaciones, que fue reseteado. Santiváñez se negó a revelar la información y también se negó a entregar su nube para que la justicia supervise las conversaciones.
La Corte Suprema ha determinado en 2025 que existen suficientes pruebas relacionadas con los casos Culebra y Sifuentes, por lo que Santiváñez puede ser acusado formalmente del presunto delito de abuso de autoridad.

### Sindicación de personas con organizaciones criminales
En 2025, cuatro personas solicitaron a Santiváñez que rectificara por anunciarlos erróneamente como integrantes de organizaciones criminales en televisión. La Policía Nacional del Perú solo ha reconocido que se cometió un error en una de ellas.

### Sobre el hijo de Emma Benavides y la pérdida de equipos electrónicos
El 28 de febrero de 2025, en el programa de Milagros Leiva entrevista, de Willax, se reveló el testimonio de dos testigos que sindicaban a Santiváñez en diversas actividades irregulares. En el primer caso, el declarante manifestó que, para el año 2019, el hijo de la jueza Emma Benavides, José Luján Benavides, ingresó a trabajar en el estudio de Santiváñez como practicante y, luego, como abogado. Según el declarante, Luján no se dedicaba al trabajo sino a otras actividades extralaborales lo que motivó que la administradora del estudio le reclamara a Santiváñez sobre Luján. Ante ello, Santiváñez, continúa el testigo, le respondió que la presencia de Luján era parte de un "arreglo" con Benavides mediante la cual se obtenían favorecimientos ilícitos en los procesos penales defendidos por él y su estudio.
En otra pregunta, el testigo declaró que, para inicios del 2025, Santiváñez le pidió a Yessenia Stefany de la Cruz Rivas, con quien el ministro tendría una relación extramatrimonial, que oculte su computadora personal y su iPad, que se encontraban en la oficina de un policía en retiro y cliente de Santiváñez de apellido Tenorio. Además, según lo declarado, se habría realizado un pacto entre Gustavo Adrianzén, Alfonso Garcés Manyari y Santiváñez (siendo miembros del estudio jurídico) mediante la cual, si Adrianzén o Garcés regresaban a la política iban a hacer a Santiváñez ministro del interior.
Finalmente, Leiva anunció que próximamente se iba a producir un allanamiento del Ministerio del Interior y de la casa de Santiváñez, sin especificar la fecha. Santiváñez negó en una entrevista con dicho programa tener una amante, afirmando que llevaba 20 años casado. Sin embargo, acusó a la fiscal de la Nación, Delia Espinoza, de usar una «cortina de humo» en su contra para tapar las preguntas sobre ella, aunque confirmó que había trabajado con Luján. Tiempo después, Santivañez admitió que había viajado al extranjero con una persona de su entorno acusada de ocultar los dispositivos que contenían pruebas.

### Defensa de presuntos delincuentes vinculados a "Los Pulpos"
El 2 de marzo de 2025, en el programa Panorama, se denunció que, pese a que Santiváñez declarara que no defendía a delincuentes, en realidad había ejercido la defensa como abogado en 2023 de dos policías de nombre Miguel Marcelo Salirrosas, alias "El Diablo", y Eber Juárez Moya, quienes fueron capturados en el año 2016 y condenados por integrar la organización criminal K&K, vinculada a "Los Pulpos". Según se reveló, Santiváñez llevó el caso al Tribunal Constitucional y presentó un habeas corpus para que ambos pudieran obtener su libertad. Además, se hizo saber que Santiváñez bloqueó en WhatsApp a la periodista Carla Ramírez, del mencionado programa, cuando ella intentaba obtener su versión de los hechos. El mismo día, fue entrevistado en el set de Panorama, donde declaró que consideraba a los dos policías inocentes basándose en el informe del penalista Manuel Cancio Meliá en donde se detallaba que la sentencia contra los dos efectivos policiales eran nulas debido a la falta de pruebas y la violación al derecho del debido proceso. Sobre el posible allanamiento, Santiváñez declaró que "sería una decisión arbitraria" y acusó a la fiscal de la Nación de instrumentalizar su cargo para perjudicarlo rechazando, además, los rumores de una relación extramatrimonial.

### Escándalo de filtración enCuarto poder
El 2 de marzo de 2025, en el programa Cuarto poder, se emitió un reportaje en la que dos testigos señalaban a Santiváñez de, cuando ejercía como abogado, pagar coimas a jueces y fiscales para resolver sus casos. Según los testimonios, Santiváñez le solicitó al general PNP Héctor Javier Petit Amesquita la suma de S/. 64 000 para pagar al fiscal a cargo del caso para evitar que se dicte una medida coercitiva contra el referido general por un proceso que llevaba por presuntas compras irregulares de mascarillas durante la pandemia de COVID-19, siendo dicho requerimiento solicitado a mediados de junio del 2020. En el otro caso, el otro testigo declaró que Santiváñez solicitó $ 60 000 para "arreglar con los jueces" sobre el caso del Escuadrón de la Muerte. Según declaraciones del testigo, la persona a la que Santiváñez le solicitó el monto (una mujer cercana a Francisco Johnny Arévalo Quispe, involucrado en el citado caso) le contó llorando lo que pasó, añadiendo que Santiváñez le dijo que tenía a la jueza Emma Benavides como "persona de confianza" y que dicha jueza era "la intermediaria para arreglar con diversos jueces" para que saquen resoluciones favorables. Sin embargo, a pesar de realizarse el pago, la mujer le contó al testigo que Santivañez no había cumplido lo prometido, razón por la cual se encontraba desesperada al denegarse los habeas corpus presentados por Arévalo. Además, se señaló a De la Cruz Rivas como presunta facilitadora de las gestiones ilícitas.
Tras la emisión del reportaje, Santivañez se presentó en el set de Cuarto Poder, donde negó las denuncias. Sin embargo, Santivañez sorprendió a la entrevistadora Sol Carreño al anunciar que ya sabía del contenido del reportaje antes de emitirse mostrando en su celular la transcripción completa del mismo, además de ya haber conversado con Petit. Ante ello, Carreño le cuestionó sobre cómo obtuvo dicha información, a lo que Santivañez le manifestó que su jefa de prensa le había enviado, aunque momentos después fuera desmentido por su jefa de prensa. Cuando se le solicitó la identidad de quién le había enviado la información, Santivañez evitó hacerlo manifestando que "alguien" se lo había enviado. En medio del escándalo, se supo que la presidenta Boluarte había firmado una resolución suprema extraordinaria para enviar a Santivañez a un evento a realizarse en Bruselas y La Haya, siendo dicho evento la Reunión Ministerial del Comité Latinoamericano de Seguridad Interior (CLASI) a desarrollarse entre los días 5 al 7 de marzo del 2025, siendo el viaje de Santivañez programado para el 3 de marzo. La Fiscalía intentó impedir que el ministro del Interior saliera del país, pero fracasó.
El 3 de marzo, se realizó el allanamiento de la casa de Santivañez en el marco de las investigaciones por abuso de autoridad. Ante ello, Santivañez se mostró sorprendido y declaró que era "la primera vez que en un caso de abuso de autoridad veo un allanamiento" y argumentó que no se había corroborado la declaración de los dos testigos calificándolo dichas declaraciones de "chismes y cosas irreales" tratándose, según el ministro, de un "manotazo de ahogado, una treta, de la fiscalía de la Nación". La presidenta Boluarte, por su parte, respaldó a Santivañez y acusó a la fiscalía de «juga[r] en pared con esa mala prensa para dar un "golpe de Estado blanco"» y que los golpes de Estado ya no venían del Ejército sino del Ministerio Público. Boluarte sugirió que aquello correspondía a un modus operandi de "esa fuerza oscura denominada [como] los caviares" mediante la cual, en concordancia con la prensa, generar narrativas que deriven en acciones judiciales para lograr la "desestabilización del gobierno y poder tejer un golpe de Estado".